# Rob Conway
Robert Thomas Conway (New Albany, Indiana; 28 de noviembre de 1974) es un luchador profesional estadounidense y se le conoce por sus tres reinados como Campeón Mundial en Parejas en siete años en World Wrestling Entertainment.
Entre sus logros destacan 3 reinados como Campeón Mundial en Parejas de la WWE junto a Sylvain Grenier, 10 reinados como Campeón Sureño en Parejas de la OVW junto a Nick Dinsmore y 4 reinados como Campeón Peso Pesado de la OVW.

## Carrera
Rob Conway comenzó su carrera en la Memphis Championship Wrestling (MCW) y en la Ohio Valley Wrestling (OVW), haciendo pareja con Nick Dinsmore con el nombre de "Limited Edition" (MCW), "The Borkcin Brothers" y "The Lords of the Ring" (OVW). Mientras en OVW Conway y Dinsmore eran miembros de Kenny Bolin's Bolin Services con The Prototype, Bull Buchanan y Mark Henry. Como Lords of the Ring, Conway y Dinsmore fueron Campeones Sureños en Parejas de la OVW en diez ocasiones y Campeones Norteamericanos enPareja de la MCW una vez. El 28 de abril de 1999, Conway derrotó a su amigo Dinsmore para ganar el Campeonato Mundial de la OVW, pero lo perdió contra Dinsmore la semana siguiente. Conway ganó el Campeonato Mundial de la OVW por segunda vez el 17 de agosto de 1999 derrotando a Damaja. Perdió el título contra Rico Constantino el 10 de noviembre y lo volvió a ganar contra Dinsmore el 6 de septiembre de 2000.

### World Wrestling Entertainment

#### Apariciones ocasionales (2000-2003)
Conway tuvo luchas contra Kurt Angle y Headbanger Mosh (conocido como Beaver Cleavage) antes de debutar. El debut por TV fue en la World Wrestling Federation (WWF) el 20 de mayo del 2000, en un episodio de Jakked, donde derrotó a Bull Buchanan. Durante los siguientes tres años Conway solo luchó en los programas Velocity y Sunday Night Heat, perdiendo contra luchadores como A-Train, Randy Orton, y The Hurricane.
En una lucha el 17 de julio del 2003, en un episodio de SmackDown!, Conway y Dinsmore aparecieron con máscaras con los nombres de "Los Conquistadores", y perdieron contra Rey Mysterio y Billy Kidman. El 27 de julio en Vengeance, Conway de nuevo luchó con las máscaras de los Conquistadores pero esta vez con Johnny Jeter como compañero como parte de APA Bar Room Brawl.

#### La Résistance (2003-2005)
Conway hizo su debut sin las máscaras el 18 de agosto del 2003, en un episodio de Raw, vestido como un aviador estadounidense. Luego de que Conway fuera "acosado" por La Résistance (Sylvain Grenier y René Duprée), fue invitado al ring por The Dudley Boyz, que tenían un feudo con La Résistance, mientras que celebraba con los Dudleyz agitando la Bandera de los Estados Unidos, Conway repentinamente los golpeo con la bandera revelandosé como miembro de La Résistance y volviéndose heel. El trío tuvo feudos con varios equipos como the Dudley Boyz, The Hurricane y Rosey, y Garrison Cade y Mark Jindrak. Cuando Grenier sufrió una lesión en su espalda en octubre de 2003, Dupree y Conway hicieron pareja hasta el 15 de marzo del 2004 en Raw, cuando regresó Grenier. El trío no duró mucho después de eso, ya que Dupree fue cambiado a SmackDown! el 22 de marzo en el draft.

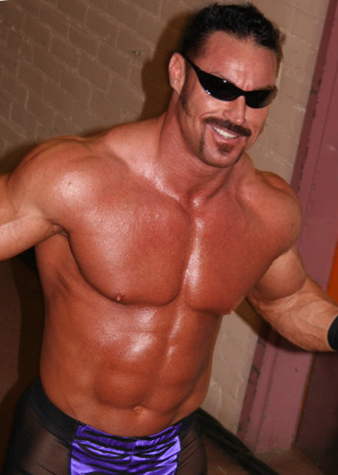
Conway haciendo su entrada en un house show en el 2005.

Conway y Genier siguieron siendo pareja en Raw, con su hostilidad contra América, la WWE hizo que el equipo fueran francocanadienses que cargaban con ellos la bandera de Quebec al ring, con Grenier cantando el Himno de Canadá. El equipo tuvo los Campeonatos Mundiales en Parejas tres veces. Su primer reinado fue cuando derrtaron a Chris Benoit y Edge el 31 de marzo del 2004, en la edició de Raw en la ciudad natal de Grenier Montreal. Perdieron los títulos contra Edge y Benoit en Taboo Tuesday, el 19 de octubre, aunque Edge dejó a Benoit solo, Benoit logró vencer a los dos el solo. No paso mucho tiempo para que La Résistance volvieran a ser campeones de nuevo en Raw, derrotando a Edge y Benoit, y Edge dejó a Benoit solo de nuevo. Perdieron los títulos unas semanas después en Raw cuando se enfrentaron a William Regal y Eugene y a Tajiri y Rhyno. En una 3-Way Elimination match, Regal y Eugene ganaron los títulos. Su tercer y último reinado fue el 16 de enero del 2005, derrotando a William Regal y Jonathan Coachman que había suplantado a Eugene por su lesión, Regal nunca cambió con Coachman y perdieron los títulos. La Résistance perdió los títulos el 7 de febrero, contra Regal y su nuevo compañero Tajiri.
La Résistance tuvo más oportunidades por los títulos contra Regal y Tajiri pero nunca pudieron ganarlos. Durante su última oportunidad, pensaron que habían ganado los títulos pero no le hicieron la cuanta a al hombre legal. La lucha fue recomenzada pero La Résistance perdió su última oportunidad por los títulos en una pelea normal. La Résistance tuvo otra oportunidad per esta vez era una Tag Team Turmoil match que incluía 5 equipos, La Résistance, Regal y Tajiri, The Heart Throbs (Romeo Roselli y Antonio Thomas), Simon Dean y Maven, y The Super Heroes Hurricane y Rosey, en Backlash. Durante la pelea fueron capaces de eliminar a los campeones, pero luego fueron eliminados por los ganadores de la pelea Hurricane and Rosey.

#### Separación y carrera individual
El equipo se separó luego de que se pelearan por ver cual era el luchador superior. Grenier y Conway empezaron a luchar solos, y los anunciadores decían que no podían ganar sin su pareja en su esquina. Conway derrotó a Val Venis, mientras que Grenier fue derrotado por Val Venis y Chris Jericho. Los dos luchadores compitieron en una triple threat match por el Campeonato Intercontinental contra el campeón Shelton Benjamin, Benjamin retuvo el título porque La Resistance empezaron a luchar entre ellos. Esta pelea llevó al evento principal el 12 de junio en Heat donde Conway derrotó a Grenier. El 30 de junio de 2005, Grenier fue cambiado a SmackDown! por el WWE Draft, mientras Conway se quedó en Raw.
El 17 de julio de 2005, en la edición de Heat volvió a su identidad de Rob Conway, usando una nueva apariencia, usando un casco de ciclista, lentes oscuros, bigote y un nuevo corte de pelo. Durante WWE Homecoming en la edición de Raw, Conway interrumpió el programa hablando de varias leyendas. Luego de irrespetar a las leyendas, ellos lo atacaron. Conway, en búsqueda de venganza, luchó contra varias leyendas, y derrotó a algunas como Doink The Clown, Greg Valentine (por descalificación), y Koko B. Ware.
Durante este tiempo él estaría comenzando un feudo con Eugene, un gran fan de las leyendas quien los defendió ante los insultos de Conway. En Taboo Tuesday, Conway hizo equipo con Tomko para enfrentar a Eugene y a una leyenda (escogida por el público). Jimmy Snuka le ganó a Kamala y a Jim Duggan, para convertirse en la pareja de Eugene y ganar la pelea, luego de un Superfly Splash, terminando la racha ganadora de Conway. En el siguiente Raw, Conway intentó quitarle el Campeonato Intercontinental a Ric Flair, pero sucumbió a la llave de Flair figure four leglock.
Luego de perder contra Flair, Conway cayó en una racha perdedora, perdiendo casi todas la luchas en el 2005 y principios del 2006. El 10 de abril del 2006, en la edición de Raw, Conway se cambió el look, con pelo largo y sin bigote perdiendo contra Rob Van Dam. La racha perdedora de Conway terminó el 12 de mayo, cuando hizo pareja con Victoria contra el equipo de Viscera y Torrie Wilson. A la siguiente semana derrotó a Jim Duggan y a su protegido Eugene. Para el comienzo de agosto, Conway se hizo the Con-man y su ego cayó. Desde este punto Conway estaba desesperado por una victoria contra cualquiera pero falló cada vez que lo intentó.
El 15 de noviembre en la edición de la Ohio Valley Wrestling (OVW), Conway hizo una sorpresiva aparición para hacer equipo con Sylvain Grenier para luchar de nuevo como La Résistance. Por el Campeonato en paraja de OVW. The team, however, lost the title match. Luego de meses de perder, Conway apareció en Raw el 1 de enero. Conway dijo que ya no iba a volver a perder y que si perdía renunciaría. Su oponente fue el campeón intercontinental Jeff Hardy, pero perdió luego de 21 segundos. Luego de la pelea Vince McMahon entró al ring y lo despidió. El 11 de mayo del 2007, Conway fue despedido de la WWE.
En el verano del 2009 la WWE le ofreció a Conway un contrato para entrenar jóvenes luchadores y estar en el roster, pero el la rechazó.

### Circuito independiente
El 16 de marzo de 2013, derrotó a Kahagas para ganar el Campeonato Mundial Peso Pesado de la NWA.
A través del acuerdo entre NWA y la japonesa New Japan Pro Wrestling, Conway apareció en un vídeo el 23 de marzo en un evento de la NJPW, anunciando que aparecería en Invasion Attack, siendo retado por el título por Satoshi Kojima. Conway hizo su debut el 5 de abril, siendo acompañado por el presidente de la NWA, Bruce Tharpe y tuvo un cara a cara con Kojima. Dos días después, Conway derrotó a Kojima tras una interferencia de Tharpe y el luchador de la NWA Jax Dane. El 20 de abril, retuvo de nuevo el título ante Chris Masters en Houston, Texas, combate tras el cual fue presentado un nuevo cinturón. El 22 de junio, regresó a la NJPW en Dominion 6.22, reteniendo el título ante Manabu Nakanishi. El 29 de septiembre en Destruction, derrotó a la leyenda Jushin Liger para retener el título. El 9 de noviembre, en Power Struggle, K.E.S. se enfrentó a Ten-Koji y a Jax Dane & Rob Conway, en una lucha a dos caídas. En la primera caída, perdieron los Campeonatos de la NWA ante Dane & Conway, pero en la segunda ganaron los Campeonatos de la IWGP, siendo Conway el primer luchador en tener simultáneamente el Campeonato Mundial en Parejas y el Campeonato Mundial Peso Pesado de la NWA.
Conway y Dax participaron en el torneo de la NJPW 2013 World Tag League, donde tuvieron tres victorias y tres derrotas, no pudieron pasar a las semifinales. Conway fue cubierto en una de las tres derrotas, por lo que le dio a Satoshi Kojima, quien le cubrió, una revancha por el Campeonato Mundial Peso Pesado de la NWA. El 4 de enero de 2014, en Wrestle Kingdom 8 in Tokyo Dome, perdió el título ante Kojima.

## Vida personal
Rob se graduó en New Albany High School en Indiana en 1990 donde fue jugador de baloncesto. Luego de la universidad Rob trabajó como entrenador personal. El irrumpió en la lucha libre en 1997. Luego de pensar que solo eran un montón de hombres rasurados y luchando, decidió darle una oportunidad. A Conway le tomó 6 años empezar en la WWE.

## En lucha
- Movimientos finales
  - Iron Fist (Right-handed knockout punch con un guante reforzado) - 1998-2003, 2008-presente
  - Ego Trip (Swinging neckbreaker, a veces a un oponente apoyado sobre las cuerdas)
  - Diving elbow drop

- Movimientos de firma

- Crucifix armbar
- DDT
- Diving leg lariat
- Neckbreaker slam
- Running swinging neckbreaker

- Managers

- Kenny Bolin
- Nikita Fink
- Jackie Gayda
- Linda Miles
- Sherri Martel
- Victoria
- Sam McCoy
- Battle Baxter

- Apodos
  - "The Con Man"
  - "The Iron Man"

## Campeonatos y logros
- All Star Wrestling

Conway (izquierda) con Sylvain Grenier celebrando con los Campeonatos Mundiales en Parejas.

ASW Heavyweight Championship (1 vez)
- Music City Wrestling
  - MCW North American Tag Team Championship (1 vez) - con Nick Dinsmore[46]
- National Wrestling Alliance
  - NWA World Heavyweight Championship (2 veces)
  - NWA World Tag Team Championship (4 veces) – con Jax Dane (1)[40] - con Matt Rivera (3).
- Northern Championship Wrestling
  - NCW Tag Team Championship (1 vez) - con Sylvain Grenier
- Ohio Valley Wrestling
  - OVW Heavyweight Championship (4 veces)[47]
  - OVW Southern Tag Team Championship (11 veces) - con Nick Dinsmore (10) y Pat Buck (1)[48]
- World Wrestling Entertainment
  - World Tag Team Championship (3 veces) - con Sylvain Grenier